# インフィニティコリア

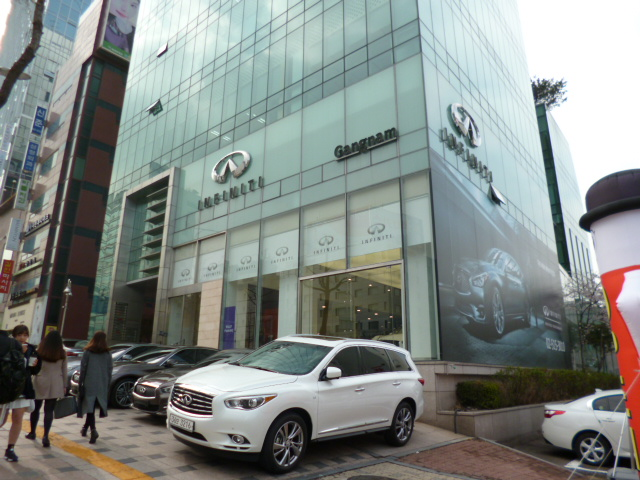
ディーラー（インフィニティ江南）

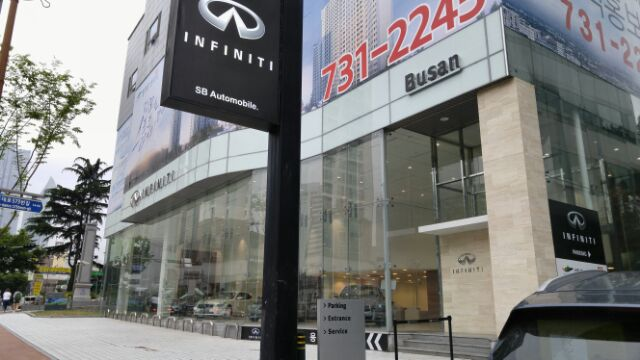
ディーラー（インフィニティ釜山）

インフィニティコリア（INFINITI Korea Co., Ltd. ）は日産自動車の高級車部門「インフィニティ」の韓国における販売を行っていた企業である。現在はアフターサービスのみを展開。

## 概要
2004年2月に「韓国日産」を設立。
マーケットの状況と顧客の嗜好を検討し、2005年7月にインフィニティ（朝: 인피니티、実際は「インピニチィ」という発音になる）ブランド車の販売をスタート。その後、韓国の消費者の好みを予想し、多様性とライフスタイルの2点を強調した「日産」（朝: 닛산）ブランドを2008年11月より展開することになった。
2015年4月にインフィニティブランドを独立法人化させる形で「インフィニティコリア」を設立し、日産ブランドと袂を分かつことで全般的な事業戦略とブランド拡張業務を独自に担当することとなった。但し、韓国市場における日産ブランドとのシナジー効果を最大限とするため、情報技術やファイナンスサービスなどの支援業務は、韓国日産が引き受ける体系を維持する。
2020年5月29日、日産ブランドと共に、年内をめどに韓国市場から撤退することを表明。但し、アフターサービスについては2028年まで提供する。

## 販売網
2016年11月現在の段階で、ソウルの「プレミアオート」（インフィニティ江南、インフィニティ龍山）、釜山の「SBオートモーティブ」（インフィニティ釜山）をはじめとして国内に11店舗（サービスセンターは15拠点）のみとなるため、同じルノー傘下であり提携先でもあるルノーサムスン自動車のディーラー整備網も利用している。

## 取り扱い車種
2018年5月現在
- Q30▲
- Q50（日本名：日産・スカイライン）△
- Q60△
- Q70（日本名：日産・フーガ）△
- QX50△
- QX60○
- QX70△
- QX80★

| マーク | 説明                                   |
| ------ | -------------------------------------- |
| △      | 栃木工場製                             |
| ○      | 北米日産スマーナ工場製                 |
| ★      | 日産車体九州製                         |
| ▲      | 英国日産自動車製造サンダーランド工場製 |

※ Q70とQX70は3.0Lディーゼルエンジン（V9X）、Q50はメルセデス・ベンツ製2.2Lディーゼルエンジン（OM651）搭載車の設定もあったが、2017年4月現在はすべて廃止されている。Q50とQX60はハイブリッドの設定あり。